# Lispocephala indecisa
Lispocephala indecisa är en tvåvingeart som beskrevs av Hardy 1981. Lispocephala indecisa ingår i släktet Lispocephala och familjen husflugor. Inga underarter finns listade i Catalogue of Life.